# Collingham, West Yorkshire
Collingham är en ort och civil parish i Storbritannien.   Den ligger i distriktet Leeds i grevskapet West Yorkshire i riksdelen England, i den centrala delen av landet, 280 km norr om huvudstaden London. Collingham ligger 22 meter över havet och antalet invånare är 3 033.
Terrängen runt Collingham är huvudsakligen platt. Collingham ligger nere i en dal. Runt Collingham är det mycket tätbefolkat, med 1 177 invånare per kvadratkilometer. Närmaste större samhälle är Leeds, 15,6 km sydväst om Collingham. Trakten runt Collingham består till största delen av jordbruksmark.